# Eleanor medici
Eleanor medici är en skalbaggsart som först beskrevs av Bertoloni 1849.  Eleanor medici ingår som enda art i släktet Eleanor och familjen långhorningar.
Artens utbredningsområde är:
- Malawi.
- Senegal.
- Zimbabwe.

Inga underarter finns listade i Catalogue of Life.